# 발산 정리
벡터 미적분학에서 발산 정리(發散定理, 영어: divergence theorem) 또는 가우스 정리(Gauß定理, 영어: Gauss' divergence theorem)는 벡터 장의 선속이 그 발산의 삼중 적분과 같다는 정리이다.

## 정의
유계 영역의 폐포 {\displaystyle D\subseteq \mathbb {R} ^{n}}의 외향 경계면 {\displaystyle \partial D}가 유한 개의 조각마다 매끄러운 단순 닫힌곡면들로 이루어졌다고 하자. (경계면이 하나의 닫힌곡면일 필요충분조건은 {\displaystyle D}가 축약 가능 공간임이다.) 또한, {\displaystyle \mathbf {F} \colon D\to \mathbb {R} ^{n}}가 {\displaystyle {\mathcal {C}}^{1}} 함수라고 하자. 그렇다면, 발산 정리에 따르면, 다음이 성립한다.
{\displaystyle \oint _{\partial D}\mathbf {F} \cdot d\mathbf {S} =\int _{D}\nabla \cdot \mathbf {F} dV}
여기서
{\displaystyle \operatorname {div} \mathbf {F} =\nabla \cdot \mathbf {F} ={\frac {\partial F_{1}}{\partial x_{1}}}+\cdots +{\frac {\partial F_{n}}{\partial x_{n}}}}
은 발산이다.

## 역사
발산정리의 증명을 가장 먼저 발표한 수학자는 미하일 오스트로그랏스키(러시아어: Михаил Васильевич Остроградский)이다. 오스트로그랏스키는 부피적분을 표면적분으로 바꾸는 도구로서 발산정리를 이용했다. 카를 프리드리히 가우스 또한 중력이론에 대해 연구할 당시 이미 이 정리를 증명했다. 그의 결과는 수년간 출판되지 않았고, 이 정리는 종종 가우스의 이름이 붙기도 한다.

## 같이 보기
- 발산(Divergence)
- 그린 정리(Green's theorem)
- 스토크스 정리(Stokes' theorem)
- 그린 항등식